# Clivinema
Clivinema is een geslacht van wantsen uit de familie van de Miridae (Blindwantsen). Het geslacht werd voor het eerst wetenschappelijk beschreven door Odo Reuter in 1876.

## Soorten
Het genus bevat de volgende soorten:

- Clivinema bonita Knight, 1928
- Clivinema coalinga Bliven, 1966
- Clivinema detecta Knight, 1928
- Clivinema fusca Downes, 1924
- Clivinema fuscinerve Knight, 1928
- Clivinema fuscinervis Knight, 1928
- Clivinema fuscum Downes, 1924
- Clivinema mediale Knight, 1928
- Clivinema medialis Knight, 1928
- Clivinema regale Knight, 1917
- Clivinema regalis Knight, 1917
- Clivinema regalisimilis Carvalho, 1953
- Clivinema serica Knight, 1928
- Clivinema sericea Knight, 1928
- Clivinema sericum Knight, 1928
- Clivinema sinuata Knight, 1928
- Clivinema sulcata Knight, 1928
- Clivinema villosa Reuter, 1876